# Décolonisation de l'Amérique

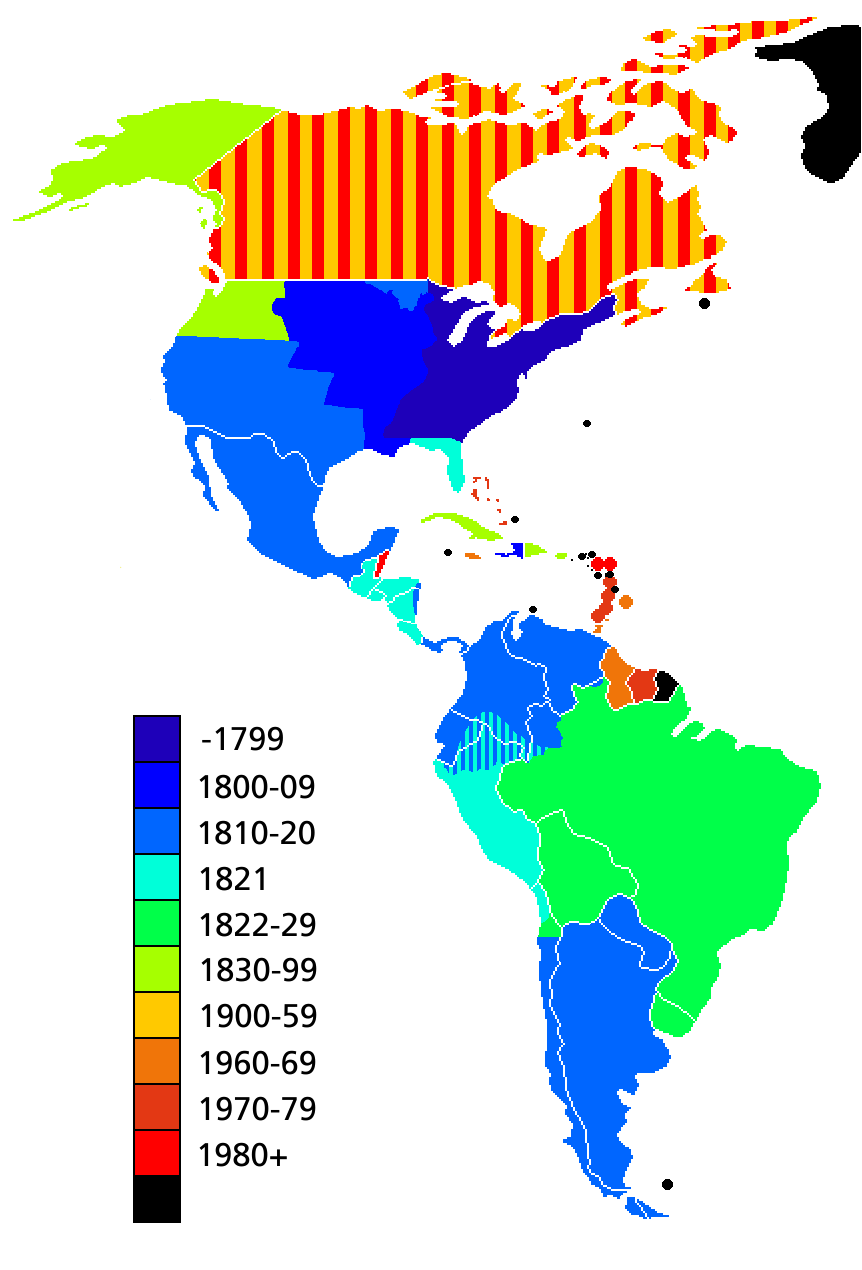
Pays des Amériques par date d'indépendance. NB : Les États-Unis n'ont achevé leur expansion géographique à l'Ouest qu'en 1867.

La décolonisation de l'Amérique est le processus d'accession à l'indépendance des pays du continent américain.

## Contexte

### Affaiblissement des pouvoirs coloniaux
L'Europe est sans cesse en guerre à partir de la fin du dix-huitième siècle, entre autres en raison des guerres napoléoniennes.
Les armées européennes sont renforcées en Amérique latine, notamment celle d'Espagne, et des milices sont créées au sein des populations autochtones. Les Espagnols doivent faire des concessions pour renforcer leurs défenses : à Chiloé, les autorités espagnoles promettent aux autochtones qu'ils seront libérés de l'encomienda s'ils défendent le fort d'Ancud. Les organisations locales étant de plus en plus libres et efficaces, elles peuvent désormais remettre en cause la domination militaire coloniale.
En mai 1808, Napoléon fait installer son frère Joseph Bonaparte sur le trône espagnol. Cette action brise les liens de l'Espagne avec certaines colonies restées fidèles à la maison de Bourbon. Les élites créoles de certaines colonies espagnoles créent des juntes et se déclarent indépendantes temporairement, pendant l'absence de Ferdinand VII. Quand il reprend la couronne espagnole en 1814, sa politique de reprise du pouvoir absolu déçoit cependant les juntes, qui constatent l'ampleur de la violence exercée par les forces royalistes et la dureté du règne de Ferdinand.

### Esclavage
Le 14 août 1791, à Bois-Caïman, dans la Plaine-du-Nord de Haïti, de nombreux esclaves décident de se révolter, sous l'autorité de Dutty Boukman, assisté de Jean-François et Georges Biassou. En quelques jours, toutes les plantations du Nord sont en flammes, et un millier de blancs massacrés,. Dès le début de la révolution, les participants au grand soulèvement des esclaves, qui commence en 1791 à Saint-Domingue, proclament leur loyauté au roi et à la religion.
En 1795 au Venezuela, José Leonardo Chirino (es) et José Caridad González (es) démarrent une révolte violente inspirée de la révolution haïtienne.

## Chronologie

### Indépendance des États-Unis

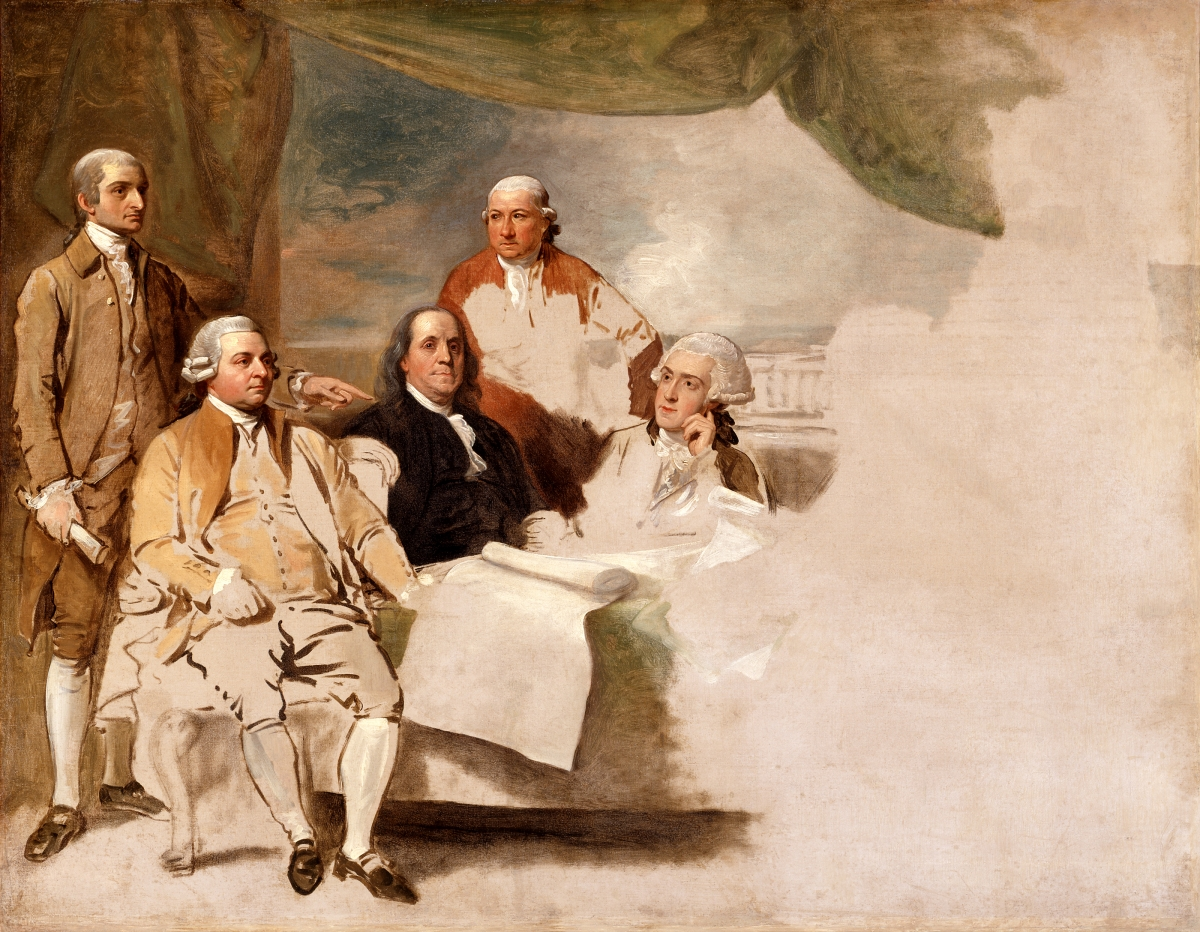
Signature du traité de Paris, mettant fin à la guerre d'indépendance américaine (1783).

Afin d'amortir le coût de la guerre de Sept Ans (1756-1763), la Grande-Bretagne impose des taxes à ses treize colonies d’Amérique du Nord sans les consulter. Les colons américains protestent auprès du roi George III et du Parlement du Royaume-Uni, puis lancent une révolte que la métropole tente d'étouffer en envoyant des troupes armées.
Le 4 juillet 1776, les représentants des colonies réunis à Philadelphie adoptent la Déclaration d'indépendance, et, après une série de revers de l’armée continentale commandée par George Washington, la guerre contre la Grande-Bretagne tourna à l’avantage des Américains. En 1783, Londres reconnaît l’indépendance des États-Unis. Les États-Unis deviennent ainsi la première nation indépendante d'Amérique et le premier pays à s'émanciper du pouvoir colonial européen.
Le nouveau pays se dote d’une Constitution (1787) qui s’inspire de la philosophie des Lumières. George Washington est élu président en 1789 mais les premières années du nouveau pays furent marquées par des oppositions politiques et des tensions sociales.

### Révolution haïtienne

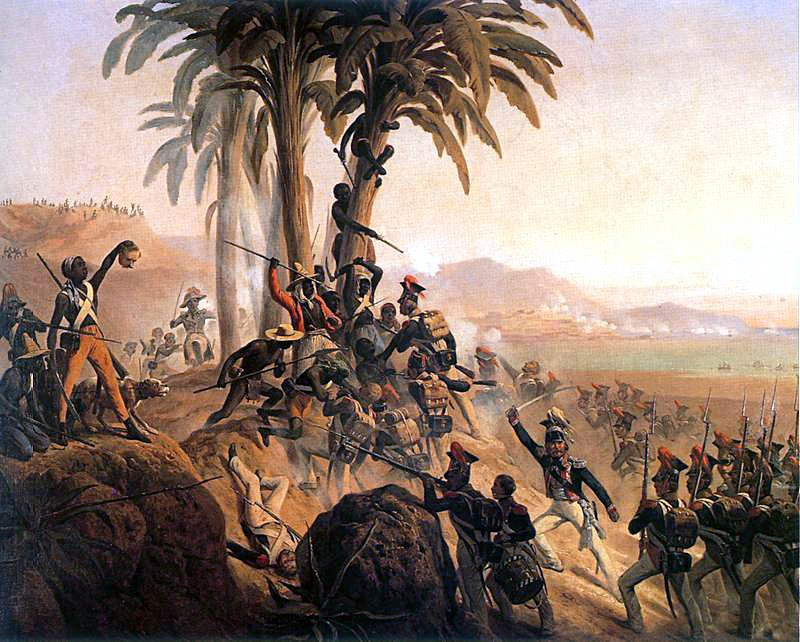
La Bataille de Saint-Domingue, huile sur toile de Janvier Suchodolski, 1845, musée de l'Armée polonaise, Varsovie.

À la suite de la Révolution française, les idéaux de liberté se sont diffusés jusqu'à Haïti, où une révolte d'esclaves débuta en 1791.
Le 1er janvier 1804, Dessalines déclare l'indépendance d'Haïti qui devient la deuxième nation indépendante des Amériques. Haïti est le seul pays des Amériques pour lequel une révolte d'esclaves a directement mené à l'indépendance.

### Guerres d'indépendance hispano-américaines
La première partie de la décennie 1820 voit la dislocation de l'empire espagnol, par la création d'une série de républiques indépendantes en Amérique latine.
La domination économique de la métropole mécontente les élites créoles (blancs nés dans les colonies). À l'instar de Simón Bolívar, elles s'inspirent de la Révolution française, et profitent de l'occupation de l'Espagne par Napoléon Ier en 1808 pour proclamer l'indépendance des pays d'Amérique latine, malgré la répression espagnole et plusieurs affrontements militaires entre 1811 et 1825. Il proclame l'indépendance de la Vice-royauté de Nouvelle-Grenade qui devient la République de (Grande) Colombie. Tandis que la Vice-royauté du Río de la Plata, sous l'impulsion de José de San Martín, devient la République argentine. La Nouvelle-Espagne devient à son tour indépendante en 1821 sous le nom de Mexique.
Les interventions militaires des États-Unis contre l'Espagne entre 1898 et 1901 à Cuba et aux Philippines se soldent par la mainmise du pays sur ces deux territoires, considérant le continent américain comme une chasse gardée. C'est à cette occasion qu'est annexée, à perpétuité, la baie de Guantánamo.

### Brésil
En 1808, le roi du Portugal Jean VI doit fuir Lisbonne pour Rio de Janeiro devant les troupes napoléoniennes qui envahissent son pays. Rio devient alors capitale de l’empire colonial portugais.
C’est alors que le pays perdit son statut colonial et put commercer avec tous les pays (Carta Regia), l’interdiction de créer des manufactures fut levée et la première université fondée. L’Angleterre assura la protection du Brésil en échange d'intéressants contrats commerciaux. Même après le départ des troupes napoléoniennes du Portugal, la cour resta à Rio.
Après un soulèvement le 24 août 1820, des élections désignèrent des Cortes constituants. Une régence de 5 personnes gouverna jusqu'au 4 juillet 1821 quand Jean VI prit ses fonctions de roi constitutionnel au Portugal après avoir quitté le Brésil le 26 avril. Le fils de Jean VI, Pierre I (Pierre Ier du Brésil - Pierre IV de Portugal) resté au Brésil comme régent, refusa de se rendre au Portugal et proclama l’indépendance du Brésil le 7 septembre 1822 à São Paulo. Ceci rentra à la postérité comme le cri d’Ipiranga.

### Décolonisations auXXesiècle
Sur le plan international, le 16 décembre 1952, l’Assemblée générale de l'Organisation des Nations unies (ONU) devenue une tribune pour les pays récemment indépendants, proclame le droit des territoires non-autonomes et sous tutelle à disposer d’eux-mêmes.
Les pays concernés sont essentiellement des îles des Caraïbes, ainsi que le Guyana et le Suriname.
- Jamaïque : du Royaume-Uni, en 1962
- Trinité-et-Tobago : du Royaume-Uni, en 1962
- Guyana : du Royaume-Uni, en 1966
- Barbade : du Royaume-Uni, en 1966
- Bahamas : autonomie en 1964, puis indépendance complète du Royaume-Uni, en 1973
- Grenade : du Royaume-Uni, en 1974
- Suriname : des Pays-Bas, en 1975
- Dominique : du Royaume-Uni, en 1978
- Sainte-Lucie : du Royaume-Uni, en 1979
- Saint-Vincent-et-les-Grenadines : du Royaume-Uni, en 1979
- Antigua-et-Barbuda : du Royaume-Uni, en 1981
- Belize (précédemment Honduras britannique) : du Royaume-Uni, en 1981
- Saint-Christophe-et-Niévès : du Royaume-Uni, en 1983

## Bilan de la colonisation

### Racisme et esclavage
Malgré l'indépendance, le sort des Amérindiens encore majoritaires dans la plupart de ces pays n'évolue pas beaucoup. L'esclavage est aboli dans certains pays libérés (Chili dès 1811, Argentine en 1813, Venezuela en 1816, Bolivie en 1826) mais parfois sous condition d'un enrôlement des hommes dans l'armée.

## Territoires considérés comme des colonies par l'ONU
| Territoire                  | Autorité administrante | Statut                               |
| --------------------------- | ---------------------- | ------------------------------------ |
| Îles Vierges des États-Unis | États-Unis             | Territoires des États-Unis           |
| Anguilla                    | Royaume-Uni            | Territoires britanniques d'outre-mer |
| Bermudes                    | Royaume-Uni            | Territoires britanniques d'outre-mer |
| Îles Vierges britanniques   | Royaume-Uni            | Territoires britanniques d'outre-mer |
| Îles Caïmans                | Royaume-Uni            | Territoires britanniques d'outre-mer |
| Îles Malouines              | Royaume-Uni            | Territoires britanniques d'outre-mer |
| Montserrat                  | Royaume-Uni            | Territoires britanniques d'outre-mer |
| Îles Turques-et-Caïques     | Royaume-Uni            | Territoires britanniques d'outre-mer |

## Représentations culturelles de la décolonisation des Amériques
- Kathleen J. Renk, University of Virginia Press, Caribbean shadows & Victorian ghosts (œuvre académique), Charlottesville, 1999.

### Articles liés
- Histoire de l'Amérique
- Histoire de l'Amérique latine